# Black Mesa Research Facility
De Black Mesa Research Facility, kortweg Black Mesa, is een fictief ondergronds laboratoriumcomplex uit de Half-Life-serie van computerspellen. Het lab speelt een centrale rol in het Half-Life-universum, waaronder de onofficiële remake Black Mesa en verwijzingen in de Portal-serie. Black Mesa bevindt zich in de woestijn van New Mexico en is gesitueerd op een voormalige raketbasis uit de Koude Oorlog.
De faciliteit dient als werkomgeving voor Gordon Freeman, het hoofdpersonage uit Half-Life. Black Mesa voert officieel militair-industrieel onderzoek uit, maar is in het geheim betrokken bij experimenten met teleportatie. Deze experimenten leiden tot het ontdekken van Xen, een buitenaardse wereld, en het onderzoek naar levensvormen en grondstoffen daar. Een catastrofaal experiment, de zogenaamde Resonance Cascade, veroorzaakt een ramp waarbij buitenaardse wezens de aarde binnenvallen. Dit vormt het startpunt van de gebeurtenissen in de serie.

## Beschrijving

### Half-Life
In Half-Life start de speler als Gordon Freeman, een wetenschapper in de Black Mesa Research Facility. In het openingshoofdstuk, "Black Mesa Inbound", reist Freeman per monorail naar het complex. Hier bereidt hij zich voor op een experiment met een anti-massaspectrometer. Dit experiment loopt echter volledig mis en veroorzaakt de 'Resonance Cascade', een ramp waarbij buitenaardse wezens de faciliteit binnendringen.
In de daaropvolgende hoofdstukken van het spel moet Freeman zien te overleven in de verwoeste faciliteit. Hij baant zich een weg door laboratoria, kantoren en opslagruimtes, terwijl hij het opneemt tegen zowel de vreemde wezens als de 'Hazardous Environment Combat Unit' (HECU), een militaire eenheid die gestuurd is om de ramp in de doofpot te stoppen.
Grote uitdagingen die Freeman tegenkomt zijn onder meer:
- Het uitschakelen van een gigantisch buitenaardse tentakel in een nucleaire silo ("Blast Pit").
- Het lanceren van een satelliet om de omvang van de ramp te onderzoeken ("On a Rail").
- Het vermijden van hinderlagen door waterwezens en een militaire helikopter ("Apprehension" en "Surface Tension").
- Het bereiken van het Lambda Complex, waar hij uiteindelijk wordt geteleporteerd naar de buitenaardse wereld Xen, waarmee het Black Mesa-gedeelte van het spel wordt afgesloten.

#### Opposing Force
In de uitbreiding Half-Life: Opposing Force bestuurt de speler korporaal Adrian Shephard, een lid van de Hazardous Environment Combat Unit (HECU). In het hoofdstuk "Friendly Fire" wordt onthuld dat undercover-overheidsagenten zijn gestuurd om zowel het overgebleven Black Mesa-personeel als de HECU-mariniers uit te schakelen. Hun missie omvat ook het laten ontploffen van een thermonucleair wapen om alle sporen van de faciliteit uit te wissen.
Shephard slaagt erin het wapen tijdelijk onschadelijk te maken na een vuurgevecht met de agenten, maar de G-Man heractiveert het kernwapen later alsnog. Aan het einde van het spel ontploft de kernkop, wat leidt tot de vernietiging van een groot deel van Black Mesa en de dood van alle overlevenden die zich nog in de faciliteit bevinden.

## Ontwikkeling
De Black Mesa Research Facility werd bedacht door schrijver Marc Laidlaw tijdens de ontwikkeling van Half-Life. Laidlaw overwoog verschillende namen, waaronder "Black Butte Missile Base" en "Diablo Mesa", voordat hij koos voor de definitieve naam. Hij gaf later in het boek Half-Life 2: Raising the Bar aan tevreden te zijn met deze keuze, omdat die de thematiek van de faciliteit beter weerspiegelde. De combinatie van wetenschap en horror in Black Mesa werd deels geïnspireerd door The Borderland, een aflevering van The Outer Limits over een groep wetenschappers die experimenteert met magnetische velden om een vierde dimensie te betreden.
De introductie van Black Mesa via de monorailbeelden begon als een technische demonstratie. De programmeur die de "func_tracktrain" ontwikkelde, creëerde hiermee een nieuw object dat treinen dynamisch over complexe sporen liet bewegen. Het traject bestaat uit zes afzonderlijke levelbestanden die met elkaar verbonden zijn door middel van naadloze overgangen, zonder merkbare laadschermen.
De iconische rampenscène in de testkamer werd in een weekend ontwikkeld door John Guthrie en Kelly Bailey, twee leden van het ontwikkelteam. Collega's waren unaniem onder de indruk van het resultaat, dat sindsdien wordt beschouwd als een van de meest memorabele momenten in het spel.

## Ontvangst
De introductie via de monorailbeelden in Half-Life werd geprezen als een baanbrekend moment in computerspellen. Het gaf spelers de vrijheid om vrij rond te lopen in de trein en de omgeving te verkennen, een ongebruikelijke mate van interactiviteit voor games in die tijd. Andere gescripte evenementen, zoals de 'Resonance Cascade'-ramp, vielen op doordat spelers volledige controle behielden over hun personage.
Het ontwerp van de Black Mesa Research Facility werd door critici omschreven als zowel herkenbaar als verontrustend. Hoewel het een 'alledaagse' omgeving weerspiegelde, gaf de toevoeging van defecte technologie en vervallen infrastructuur een dreigend en dystopisch gevoel. Het ontwerp benadrukte een 'angstaanjagend potentieel', waarbij vijanden zelfs in schijnbaar lege ruimtes konden opduiken, wat voor constante spanning zorgde. De faciliteit werd beschreven als een mengeling van geheime militair-wetenschappelijke installaties, met een unieke combinatie van industriële chaos en bureaucratische overdaad.
De Resonance Cascade wordt vaak geïnterpreteerd als een metafoor voor de gevaren van grensverleggend wetenschappelijk onderzoek. Het experiment symboliseert het doorbreken van fysieke en morele grenzen, waarbij de chaos en destructie van Black Mesa zich letterlijk verspreiden naar de rest van de wereld. Deze interpretatie benadrukt de verregaande gevolgen van onethisch wetenschappelijk streven.

## Nalatenschap
Het ontwerp en de visuele en narratieve aanpak van Black Mesa beïnvloedden en vernieuwden het genre van first-person shooters en games die een filmachtige verhaallijn combineren met interactieve gameplay. Het was een inspiratiebron voor latere schietspellen, zoals de franchises Battlefield en Call of Duty.